# Parade der israelischen Armee

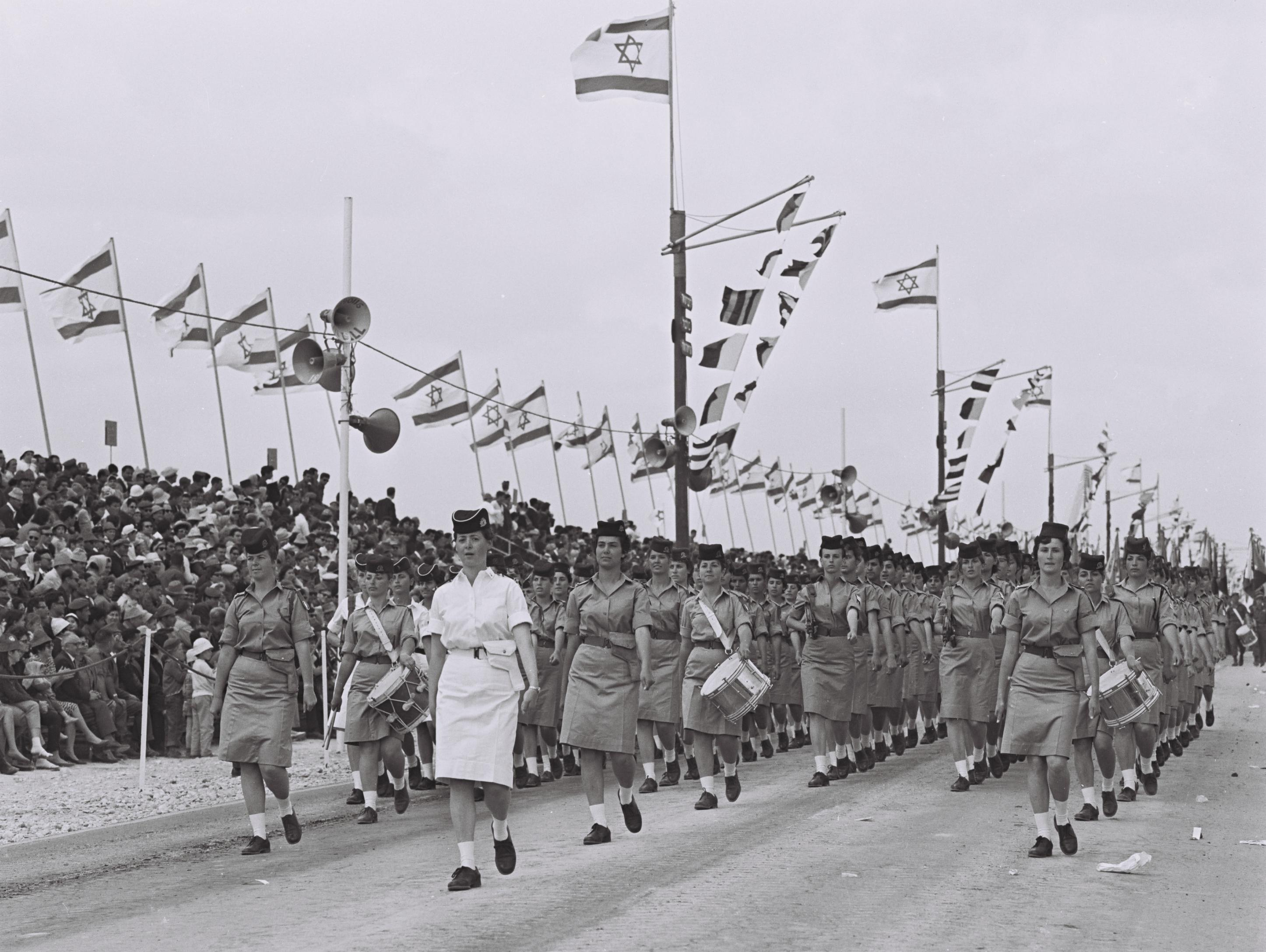
Soldatinnen an einer israelischen Militärparade in den 1960er Jahren

Die Parade der israelischen Armee war eine Militärparade der israelischen Streitkräfte (ZaHa"L) zur Feier der Unabhängigkeit Israels. 
Die erste Parade wurde am 27. Juli 1948 während des israelischen Unabhängigkeitskrieges in Tel Aviv durchgeführt.
Die zweite Parade fand am 5. Ijjar 5709 (4. Mai 1949), dem ersten Jahrestag der Unabhängigkeit, der erstmals als israelischen Unabhängigkeitstag gesetzlicher Nationalfeiertag war, ebenfalls in Tel Aviv statt. Sie war ein Fehlschlag, weil die marschierenden Soldaten von überenthusiastischen Massen am Weiterkommen gehindert wurden, und erhielt deshalb den Spitznamen „Die Parade, die nicht paradierte“ bzw. „Die Parade, die nicht vom Fleck kam“ (engl. The parade that did not march).
Die Paraden wurden jeweils an jährlich wechselnden Orten durchgeführt. Ab 1950 waren die Paraden Teil der amtlichen Feierlichkeiten zum Unabhängigkeitstag, die am 5. Ijjar stattfinden, nicht aber wenn er auf Freitag, Sonnabend oder Sonntag fällt. 1968 wurde aus Kostengründen beschlossen, die Veranstaltung nur noch bei besonderen Gelegenheiten abzuhalten. Seither präsentiert am Unabhängigkeitstag das israelische Militär Waffen stationär an bestimmten Stützpunkten. Seit 1968 gaben zwei besondere Gelegenheiten Anlass, die Parade abzuhalten. Im Jahre 1973 paradierte der ZaHa"L am Unabhängigkeitstag anlässlich des 25-jährigen Bestehens Israels und 1997 am Jerusalemtag anlässlich des Jahrestages der israelischen Einnahme Ost-Jerusalems.

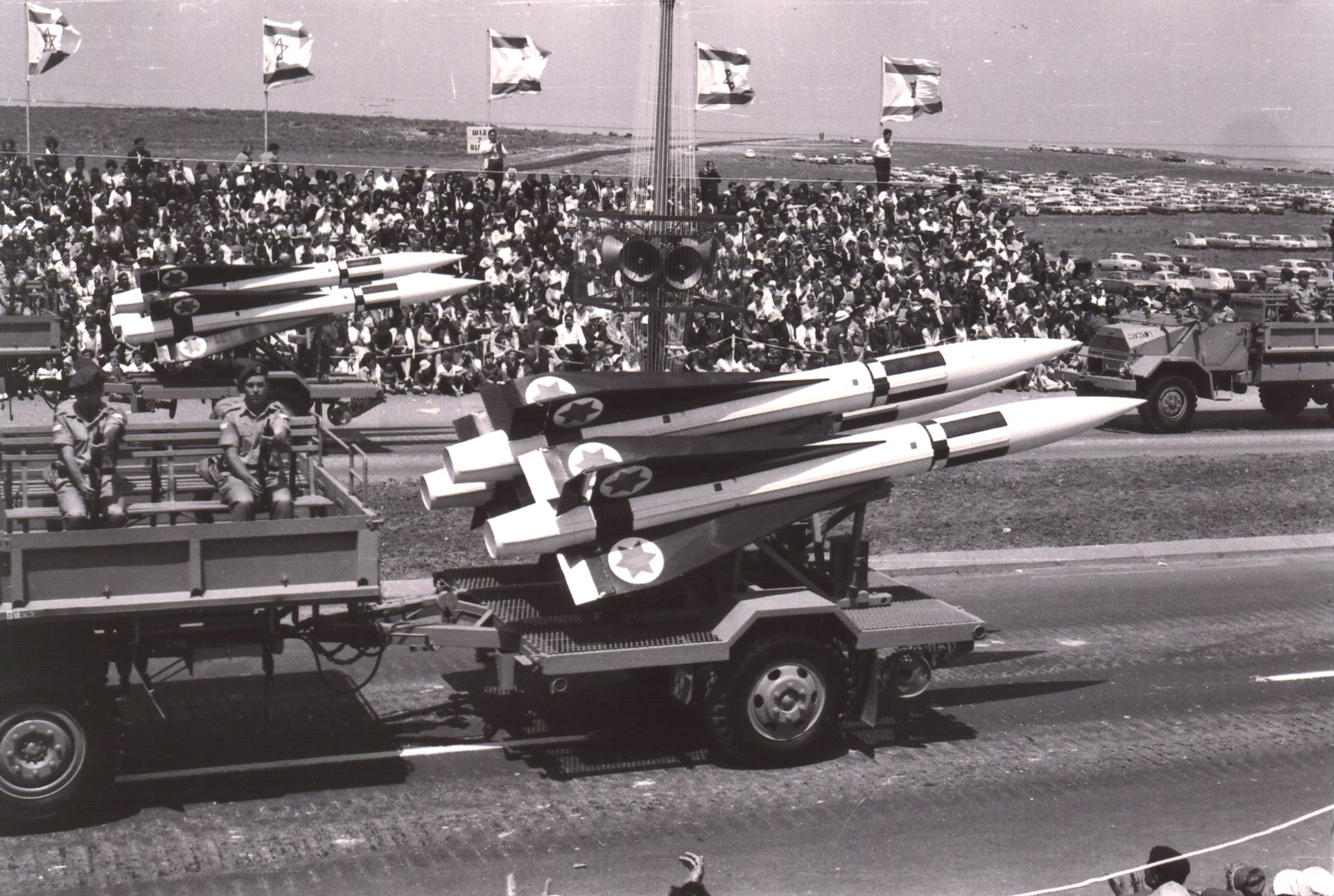
Flugabwehrraketen MIM-23 Hawk an der Militärparade 1965 in Tel Aviv

| Datum jüdisch   | Datum gregorianisch        | Durchführungsorte             |
| --------------- | -------------------------- | ----------------------------- |
| 20. Tammus 5709 | Dienstag, 27. Juli 1948    | Tel Aviv                      |
| 5. Ijjar 5709   | Mittwoch, 4. Mai 1949      | Tel Aviv                      |
| 3. Ijjar 5710   | Donnerstag, 20. April 1950 | Jerusalem                     |
| 4. Ijjar 5711   | Donnerstag, 10. Mai 1951   | Jerusalem                     |
| 5. Ijjar 5712   | Mittwoch, 30. April 1952   | Tel Aviv                      |
| 5. Ijjar 5713   | Montag, 20. April 1953     | Haifa                         |
| 3. Ijjar 5714   | Donnerstag, 6. Mai 1954    | Ramla                         |
| 5. Ijjar 5715   | Mittwoch, 27. April 1955   | Tel Aviv, Beʾer Scheva, Afula |
| 5. Ijjar 5716   | Montag, 16. April 1956     | Haifa                         |
| 5. Ijjar 5717   | Montag, 6. Mai 1957        | Tel Aviv                      |
| 4. Ijjar 5718   | Donnerstag, 24. April 1958 | Jerusalem                     |
| 5. Ijjar 5719   | Mittwoch, 13. Mai 1959     | Tel Aviv                      |
| 5. Ijjar 5720   | Montag, 2. Mai 1960        | Haifa                         |
| 4. Ijjar 5721   | Donnerstag, 20. April 1961 | Jerusalem                     |
| 5. Ijjar 5722   | Mittwoch, 9. Mai 1962      | Tel Aviv                      |
| 5. Ijjar 5723   | Montag, 29. April 1963     | Haifa                         |
| 4. Ijjar 5724   | Donnerstag, 16. April 1964 | Beʾer Scheva                  |
| 4. Ijjar 5725   | Donnerstag, 6. Mai 1965    | Tel Aviv                      |
| 5. Ijjar 5726   | Montag, 25. April 1966     | Haifa                         |
| 5. Ijjar 5727   | Montag, 15. Mai 1967       | Jerusalem                     |
| 4. Ijjar 5728   | Donnerstag, 2. Mai 1968    | Jerusalem                     |
| 5. Ijjar 5733   | Montag, 7. Mai 1973        | Jerusalem                     |
| 28. Ijjar 5757  | Mittwoch, 4. Juni 1997     | Jerusalem                     |